# Andranik Hakobyan
Andranik Hakobyan est un boxeur arménien né le 6 octobre 1981 à Etchmiadzin.

## Carrière
Sa carrière amateur est principalement marquée par une médaille d'argent aux championnats du monde de Milan en 2009 dans la catégorie poids moyens.

## Palmarès

### Jeux olympiques
- Qualifié pour les Jeux de 2012 à Londres, Angleterre

### Championnats du monde de boxe amateur
- Médaille d'argent en -75 kg en 2009 à Milan, Italie

### Coupe du monde de boxe amateur
- Médaille d'or en -75 kg en 2008 à Moscou, Russie